# NGC 5126
NGC 5126 ist eine linsenförmige Galaxie vom Hubble-Typ S0/a im Sternbild Zentaur am Südsternhimmel. Sie ist schätzungsweise 208 Millionen Lichtjahre von der Milchstraße entfernt und hat einen Durchmesser von etwa 85.000 Lj.

Im selben Himmelsareal befinden sich die Galaxien NGC 5124, NGC 5135, IC 4247, IC 4248.
Das Objekt wurde am 6. Mai 1834 von John Herschel mit einem 18-Zoll-Spiegelteleskop entdeckt, der dabei „vF, vS“ notierte.